# Bréhand
Bréhand é uma comuna francesa na região administrativa da Bretanha, no departamento Côtes-d'Armor. Estende-se por uma área de 24,75 km². Em 2010 a comuna tinha 1 701 habitantes (densidade: 68,7 hab./km²).